# (227) Filosofía
(227) Filosofía es un asteroide perteneciente al cinturón de asteroides descubierto el 12 de agosto de 1882 por Paul Pierre Henry desde el observatorio de París, Francia. Está nombrado por la palabra en latín de igual significado en español.

## Características orbitales
Filosofía orbita a una distancia media del Sol de 3,163 ua, pudiendo alejarse hasta 3,765 ua y acercarse hasta 2,56 ua. Su inclinación orbital es 9,154° y la excentricidad 0,1906. Emplea en completar una órbita alrededor del Sol 2054 días.